# 자코포 주치
자코포 주치(Jacopo Zucchi, 1541년 ~ 1590년)는 피렌체와 로마에서 활동한 피렌체 출신의 매너리즘화가이다.
그는 조르조 바사리 문하에서 그림을 배우기 시작했고, 베키오 궁전의 스투디올로와 500인의 방 장식에 참여했다. 1570년대 초, 그는 로마로 가서 페르디난도 1세 데 메디치 추기경을 위해 피렌체 궁전(1574년)에서 일했다. 또한 그는 그의 동생 프란체스코 주치와 함께 산토 스피리토 인 사시아교회의 애프스와 돔에 오순절 프레스코를 도왔다. 그는 로마의 옛 루첼라이 궁전(현 루스폴리)의 응접실에 신화의 계보를 그렸다. 산로렌초누오보에 있는 산 로렌조 마르티에레 성당에 승천과 부활을 나타내는 두개의 유화가 있다. 그의 동생 프란체스코는 유명한 모자이크 화가였고, 1621년 사망했다.

## 주요 작품

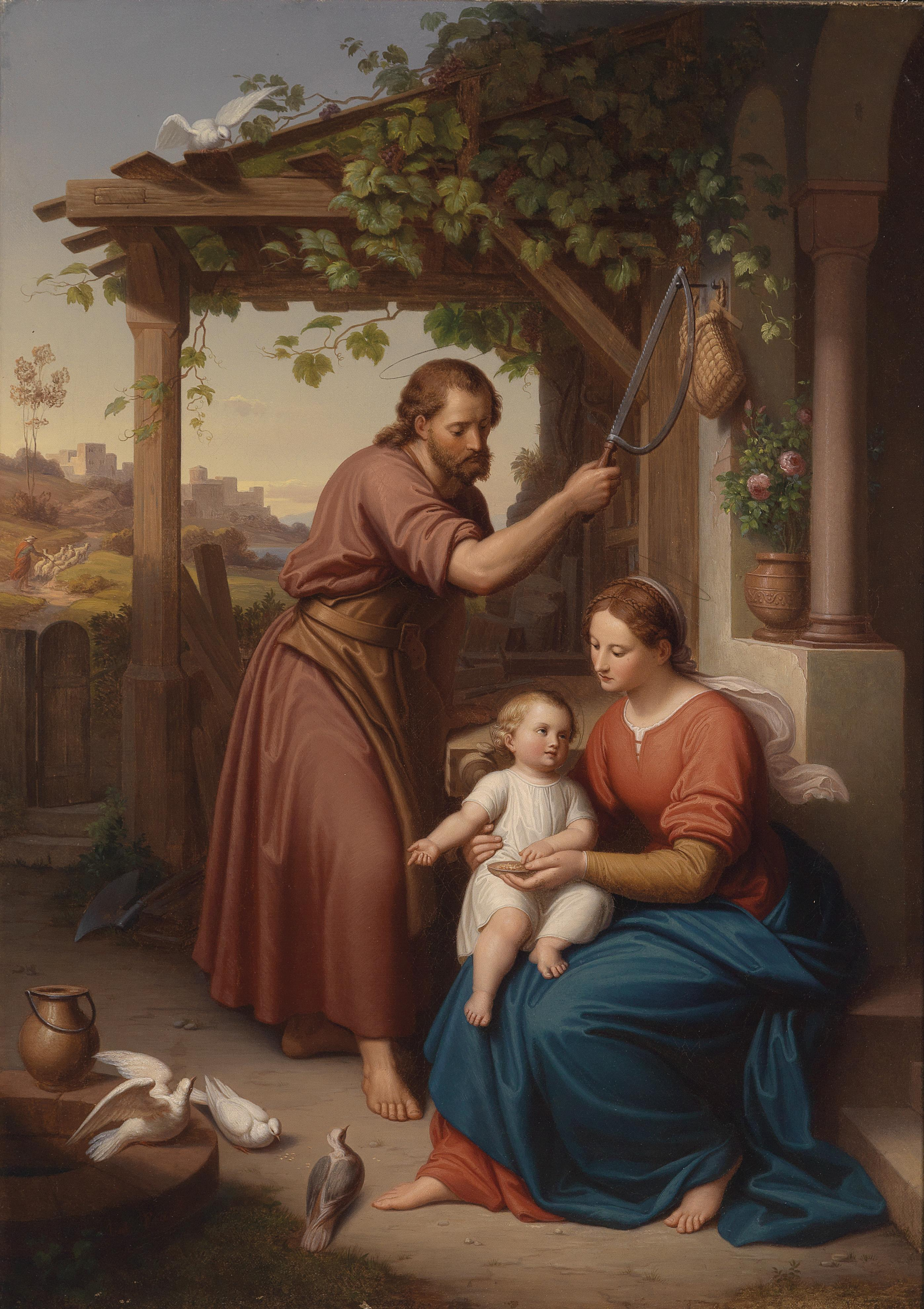
성가정
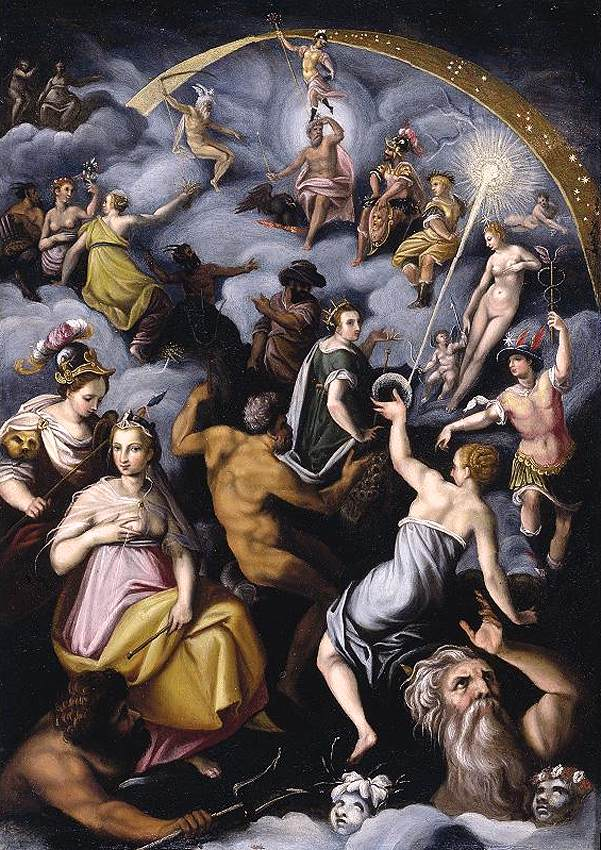
The Assembly of the Gods 1575-76. Oil on copper, 31 x 22 cm. Private collection

## 참고 자료
- Freedberg, Sydney J. (1993).  Pelican History of Art, 편집. 《Painting in Italy, 1500-1600》. Penguin Books Ltd. p650–51쪽.